# Aegla occidentalis
Aegla occidentalis is een tienpotigensoort uit de familie van de Aeglidae. De wetenschappelijke naam van de soort is voor het eerst geldig gepubliceerd in 2003 door Jara, Pérez-Losada & Crandall.